# Returnal
Returnal es un videojuego de disparos en tercera persona roguelike desarrollado por Housemarque y publicado por Sony Interactive Entertainment para la PlayStation 5. El 15 de febrero de 2023 se lanzó un port para Windows desarrollado por Climax Studios. Sigue a Selene Vassos, una astronauta que aterriza en el planeta Atropos en busca de la misteriosa señal "White Shadow" y se encuentra atrapada en un bucle temporal.
Returnal recibió críticas generalmente positivas de los críticos por sus imágenes, combate, diseño de audio y logros técnicos, aunque su dificultad y diseño roguelike recibieron opiniones encontradas. Ganó varios premios de fin de año, incluido el de Mejor Juego en la 18ª edición de los Premios de los Juegos de la Academia Británica. El juego había vendido 866.000 copias en febrero de 2022, antes de lanzarse para Windows.

## Sistema de juego
El videojuego presenta elementos roguelike y del género de horror psicológico. Puesto en un encuadre de ciencia ficción futurista, el jugador controla a Selene, una piloto espacial, equipado con traje y armas de alta tecnología, quién está perdida en el planeta alienígena Atropos, y atrapada en un bucle de tiempo. Después de cada muerte, Selene es resucitada, siguiendo un patrón de atravesar entornos extranjeros y combatir entidades extraterrestres con visiones crecientes en un mundo en constante cambio.

## Sinopsis
Desobedeciendo órdenes, la exploradora de la corporación ASTRA, Selene Vassos, intenta aterrizar en el planeta de Atropos para investigar de que se trata lo que bautiza como la "señal de Sombra Blanca", la cual de alguna manera parece familiar a ella. A llegar en Atropos, la nave de Selene padece daño pesado y ella está forzada a aterrizar en tierra. Incapaz de contactar a ASTRA, Selene explora el planeta y está impresionada al encontrar cadáveres de ella. Aprende que cada vez muere, el tiempo hace un bucle atrás al momento del aterrizaje. Además, el planeta parece cambiar con cada bucle, y también experimenta vívida pero visiones aleatorias. 
Queriendo encontrar la fuente de la Sombra Blanca, Selene sigue su camino, luchando alienígenas hostiles y buscando tecnología de alienígena que dejó encima una civilización de alienígena extinta que residía en Atropos.
Finalmente, Selene sigue abajo la fuente de la Sombra Blanca. Después, ASTRA es capaz de recibir su llamada de aflicción y envía un barco de rescate. Selene regresa a Tierra y finalmente muere de vejez, aunque eventualmente revive nuevamente en Atropos en el punto del aterrizaje. Consternada por no haber podido escapar de Atropos, Selene continúa explorando el planeta. Finalmente, su búsqueda la lleva a un abismo submarino debajo de la superficie del planeta, donde encuentra una réplica de un automóvil viejo. A partir de este punto, el juego diverge en función de si Selene investigó una réplica del hogar de su niñez y si recuperó las llaves del auto. 
- Si Selene no recuperó las llaves del coche, procede al fondo del abismo donde se encuentra con una enorme criatura alienígena parecida a un pulpo. Luego se le muestra una visión de una mujer de mediana edad, que se parece a Selene, conduciendo por un bosque por la noche con un niño pequeño (cuyo actor se acredita como "Helios" en los créditos finales del juego) en el asiento trasero. Al pasar por un puente, la mujer ve a un astronauta parado en medio de la carretera y se desvía para evitarlo, conduciendo el automóvil fuera del puente y hacia el lago de abajo. La mujer intenta alcanzar al niño ahora inconsciente, pero es sacada del auto por tentáculos como nubes oscuras. Luego se muestra una perspectiva en primera persona de la superficie del lago desde abajo. Los tentáculos en forma de nube reaparecen, alejando al espectador de la superficie y hacia el interior del lago.
- Si Selene recuperó las llaves del auto, abre el auto y se enfrenta a una criatura humanoide embarazada sentada en una silla de ruedas. Selene lucha contra la criatura y es transportada de regreso al accidente automovilístico desde la perspectiva del astronauta, lo que implica que ella es el astronauta que el conductor se desvió para evitar. Selene luego se encuentra bajo el agua y nada hasta la superficie, gritando el nombre "Helios" mientras lo hace.

## Lanzamiento
Returnal fue revelado durante la presentación de la PlayStation 5 el 11 de junio de 2020. El juego era desarrollado exclusivamente para la PlayStation 5. La fecha original de publicación era el 19 de marzo de 2021. El 28 de enero de 2021 se anunció que el juego se retrasaría hasta el 30 de abril del mismo año. El 25 de marzo de 2021 se anunció que el juego había ido oro.

## Crítica
Returnal recibió críticas favorables en Metacritic.

### Ventas
Returnal vendió 6,573 copias físicas dentro de su primera semana a la venta en Japón, y era el decimoquinto juego minorista que vende mejor de la semana en el país.